# Rich Kids of the Internet
Rich Kids of the Internet («Niños ricos de Internet»), también conocido como RKOI, es un canal de redes sociales. Originalmente llamado Rich Kids of Instagram («Niños ricos de Instagram»), comenzó como un hashtag en 2012 y posteriormente se convirtió en un popular blog de fotos de Tumblr; comenzó su propio canal de Instagram en 2014. RKOI selecciona imágenes de jóvenes ultrarricos que hacen alarde de su estilo de vida lujoso. A partir de 2020, pagaban $2000 para aparecer.

## Historia
El lema inicial del sitio era: They have more money than you and this is what they do («Tienen más dinero que tú y esto es lo que hacen»). La primera publicación se volvió viral con una foto del hijo adolescente de Michael Dell disfrutando de un bufet en el avión familiar camino a Fiyi, tomada por su hermana. La identidad de quién estaba detrás de Rich Kids de Instagram permaneció en secreto durante ocho años, lo que dio lugar a comparaciones con la serie de televisión Gossip Girl. Aunque muchos de los jóvenes que aparecían parecían ansiosos por mostrar su riqueza, hubo informes de que «familias prominentes» habían ofrecido dinero para que las fotos de sus hijos fueran retiradas del RKOI.
El empresario británico James Ison fue revelado como el fundador en 2020. Había comenzado a trabajar como estudiante de economía en la Universidad Oxford Brookes, y pronto fue contactado por dos neoyorquinos que se convirtieron en sus socios. RKOI cambió oficialmente su nombre a Rich Kids of the Internet después de recibir una carta legal de Facebook, que adquirió Instagram.
En 2018, un artículo de Business Insider que presentaba «50 de las fotos más extravagantes del feed» incluía instantáneas de un helicóptero que daba un «paseo» por un glaciar islandés; aviones Bombardier; «días de yate en una isla privada»; una foto de un yate de lujo con un dron; un Bentley dorado; un Ferrari 458 Spider; un Lamborghini siendo usado para transportar un árbol de Navidad; uso exclusivo del spa en el W Miami Hotel; acampando en una tienda de safari en el festival de Coachella; y mostrando moda y accesorios como Rolex, pulseras Cartier, cajas de zapatos Hermès, bolsos Louis Vuitton y un traje de falda de cuero blanco de Prada.

## Influencers
Entre los influencers que aparecen regularmente en RKOI se encuentran Tiffany Trump, hija de Donald Trump; Christian Combs, hijo de Sean «Diddy» Combs; EJ Johnson, hijo de la estrella del baloncesto Magic Johnson; el heredero de la cadena hotelera Hilton, Baron Hilton; el empresario indio Evan Luthra; y la moldava Daria Radionova.

## Escisiones
Desde su lanzamiento, RKOI ha generado muchos imitadores en todo el mundo. También se convirtió en la base de una novela de 2014 llamada Rich Kids of Instagram, coescrita por el creador de RKOI y Maya Sloan.